# Трепина, Алина
Алина Трепина (азерб. Alina Trepina; род. 16 сентября 1989, Баку) — азербайджанская гимнастка, бывший член азербайджанской команды по художественной гимнастике, участница летних Олимпийских игр 2008 года.

## Биография
Алина Трепина родилась 16 сентября 1989 года в Баку. В 2003 году заняла первое место на чемпионате Азербайджана по художественной гимнастике в соревновании менее опытных гимнасток в многоборье с результатом в 85,6 балла.
В 2005 году на чемпионате мира в Баку азербайджанская команда с Трепиной в составе заняла 11-е место. В 2007 на чемпионате мира в Греции азербайджанская команда с Трепиной в составе заняла 10-е место.
В 2008 году в составе команды Азербайджана выступала на летних Олимпийских играх 2008 года, где пробившись в финал, заняла с 31.575 очками 7-е место.